# San José de Marañón
San José de Marañón är en ort i Mexiko.   Den ligger i kommunen Irapuato och delstaten Guanajuato, i den centrala delen av landet, 260 km nordväst om huvudstaden Mexico City. San José de Marañón ligger 1 732 meter över havet och antalet invånare är 356.
Terrängen runt San José de Marañón är platt åt sydväst, men åt nordost är den kuperad. Runt San José de Marañón är det tätbefolkat, med 257 invånare per kvadratkilometer. Närmaste större samhälle är Irapuato, 7,9 km väster om San José de Marañón. Omgivningarna runt San José de Marañón är en mosaik av jordbruksmark och naturlig växtlighet.